# بلاطة البلد
بلاطة البلد حي سكني من أحياء مدينة نابلس الفلسطينية في شمال الضفة الغربية، تقع على بعد 1 كيلومتر شرق وسط المدينة، كانت في السابق قرية مستقلة، حتى دمجت ضمن بلدية نابلس خلال الإدارة الأردنية للضفة الغربية.

## أصل التسمية
ترجع تسمية هذا البلد باسم بلاطة إلى عدة روايات، وهذه الروايات منقولة من جيل لآخر. وقد ذكر السيد مصطفى مراد الدباغ في كتاب بلادنا فلسطين: بَلاطة بالفتح وهي مفرد بلاط، وقد أخطأ السيد الدباغ في كتابه معجم البلدان حيث ذكرها باسم بُلاطة بالضم. وقد ذكر سكان هذا البلد أن الماء يخرج من بلاطة من الصخر، ويمكن رؤية الماء ينبع من بلاطة من الصخر الموجودة تحت مستوى سطح الأرض.
أما الرواية الثانية فهي أن ساحة العين وعين الماء كانتا في الحارة الغربية؛ أي أنهما تبعدان عن عين الماء الحالية من جهة الغرب حوالي مائة متر تقريبا، وعلى جانب عين الماء كانت شجرة بلوط، وسميت البلوطة في بادئ الأمر وبعدها سميت بلاطة نسبة إلى البلوطة.
أما الرواية الثالثة فتقول: سكن هذا البلد قبل السكان الحاليين سكان يدعون البلالطة (أو البلاطيون) وسميت بلاطة نسبة إليهم، والأرجح أنهم سُموا البلالطة نسبة إلى بلاطة، ولم تنسب إليهم.
وهناك رواية رابعة ذكرت في كتاب (بلادنا فلسطين) وهي أنها مفرد البلاط، والبلاط من الأرض وجهها الصلب، وقد شبهت بالبلاطة لاستواء سهولها ولصلابة صخورها.

## الجغرافيا
يحدها من الشمال قرية عسكر، وأراضي قرية عصيرة الشمالية، ومن الجنوب أراضي قرية كفر قليل وسهل قرية روجيب وسهل قرية حوارة، ومن الشرق سهل عسكر وأراضي قرية عزموط وأراضي القرية نفسها، ومن الغرب مدينة نابلستنحصر بين خطي عرض 32 و 33 شمال خط الإستواء. وترتفع بلاطة عن سطح البحر نحو 520 مترًا.
كانت مساحتها العمرانية 25 دونما عام 1945، وازدادت إلى أكثر من 100 دونم عام 1980، بسبب زيادة تدفق أعداد كبيرة من أهل المدينة للسكن فيها.

## المناطق الأثرية
يوجد في القرية الكثير من المناطق الأثرية و منها تل بلاطة و أيضاً
بئر يعقوب وقبر يوسف

## السكان
بلغ عدد سكان بلاطة البلد في الحرب العالمية الأولى سنة 1914 (300) نسمة.
وفي عام 1922 بلغ (461) نسمة.
وفي عام 1931 (574) نسمة منهم 281 ذكر و 293 أنثى ولهم 114 بيتا.
وفي تاريخ 1 أبريل 1945 بلغ عددهم (770) نسمة.
وفي تاريخ 18 نوفمبر 1961 بلغ عددهم (2292) منهم 1107 ذكور مسلمون و 1185 مسلمات إناث، وخمسة من المسيحيين وهؤلاء الخمسة كانوا من العائلات التي سكنت بلاطة بحكم عملها وليسوا من عشيرة وعائلة الدويكات.
وفي إحصاء عام 1982 بلغ عدد السكان (4000) نسمة.
أما إحصاء عام 1995 فكان عدد السكان 5000 نسمة.

## التعليم
عرفت قرية بلاطة التعليم منذ أمد بعيد، ففي العهد العثماني وخلال الحرب العالمية الأولى كان في القرية مدرسة تنتهي مرحلتها التعليمية عند الصف الرابع الابتدائي، ينتقل الطلاب بعدها لإكمال دراستهم في مدينة نابلس.
إن أول الإحصاءات تشير إلى أن مدرسة بلاطة الأميرية كانت تضم حوالي العشرين طالبا في الحرب العالمية الأولى. كما ضمت في عام 1945 حوالي 54 طالبا، وهي نسبة جيدة إذا قورنت بعدد السكان آنذاك إذ بلغ 700 نسمة.
وفي عام 1967م كان في مدرسة بلاطة الإعدادية حوالي 418 طالبا وهم من بلاطة والقرى المجاورة لها مثل عسكر وعراق التايه وعزموط وسالم ودير الحطب وروجيب وكفر قليل. كما وجد فيها في هذه الفترة الزمنية مدرسة للإناث ضمت 170 طالبة.
وفي التسعينات من القرن الماضي ومع تطور الحركة التعليمية في أنحاء الوطن فإننا نرى مسايرة القرية لهذا التطور حيث أقيم فيها أربع مدارس أساسية وثانوية للذكور وللإناث وهي
1. مدرسة قدري طوقان للذكور
2. مدرسة بسام الشكعة للذكور
3. مدرسة الحاج معزوز المصري للإناث
4. مدرسة الخديجية للإناث

وهي مدارس حديثة تحتوي كل المرافق الأساسية لإنجاح العملية التعليمية من مكتبات ومختبرات وملاعب. وتضم بين صفوفها 2500 طالب وطالبة يفدون إليها من المناطق المحيطة وخاصة إلى المدارس الثانوية.
وفي القرية روضتان للأطفال تضمان ما يزيد على 150 طالبا وطالبة وهما :
1. روضة أطفال بلاطة البلد
2. روضة رواد الغد

لقد كان لتوفر المدارس أثر كبير كما نرى في وفرة الخريجين الجامعيين وحملة شهادات الدراسات العليا والمعاهد المتوسطة في القرية. فقد زاد عدد الخريجين الجامعيين والدراسات العليا بمختلف التخصصات عن 160 خريجا وخريجة (عام 1996) بالإضافة إلى الأعداد الكبيرة من حملة شهادات المعاهد المتوسطة بمختلف التخصصات. والآن نجد مئات من أبناء هذا البلد وقد حصلوا على شهادات جامعية عالية.

## المساجد
يوجد في بلدة بلاطة ثلاث مساجد هي:

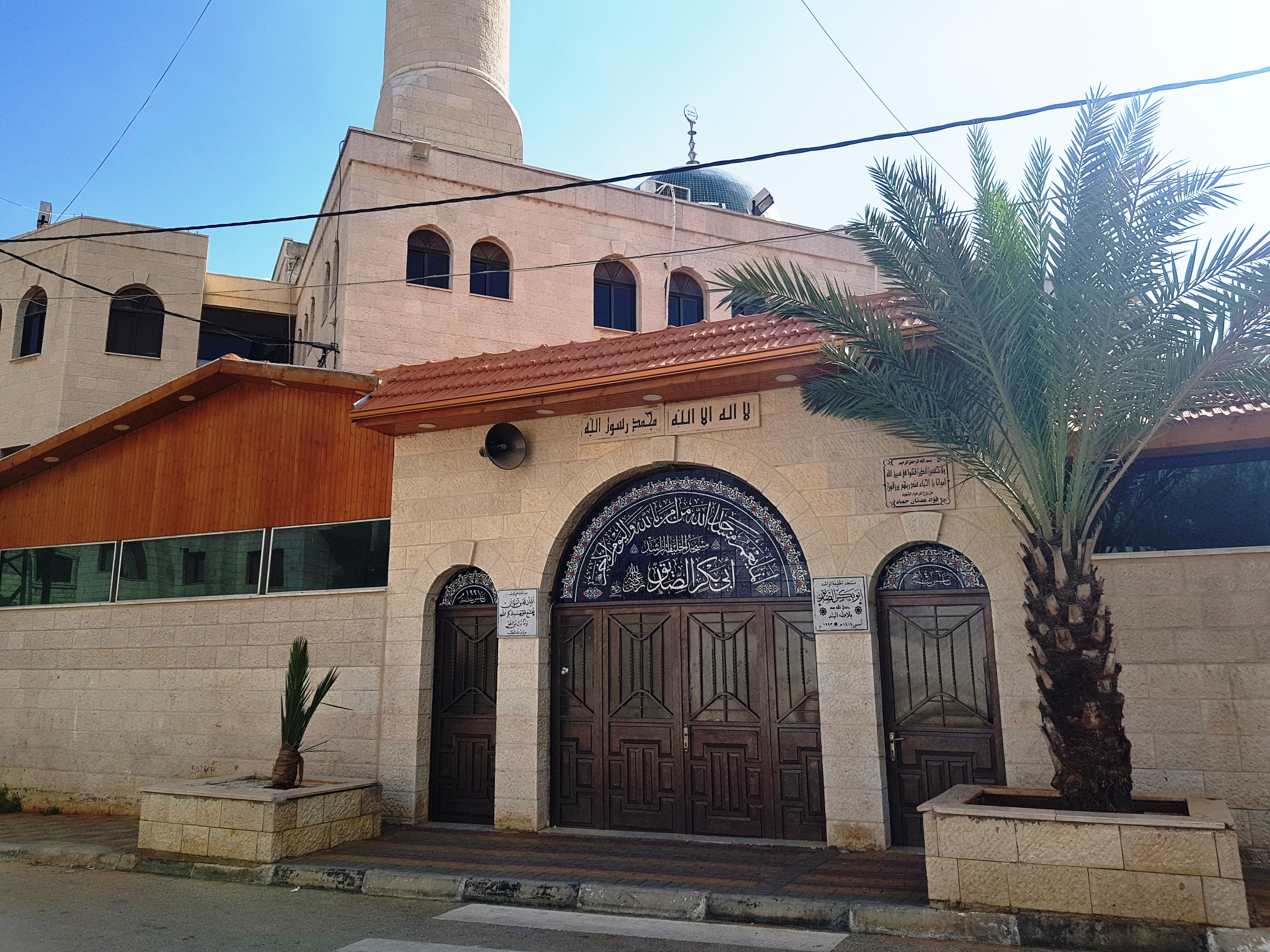
مسجد أبو بكر الصديق، بلاطة 2019

- المسجد العمري: وهو الآن لا يستعمل وقد كان للنساء.
- مسجد بلاطة البلد: وهو من أكبر وأقدم الجوامع.
- مسجد أبو بكر الصديق: وهو من أحدث جوامع بلاطة.

وتحتوي هذه المساجد على عدة دور متخصصة بالقرآن الكريم سواء للتحفيظ أو التجويد للذكور والإناث.

## المؤسسات الثقافية
يوجد في القرية منتدى ثقافي واحد تحت مسمى ملتقى بلاطة الثقافي وهو مؤسسة ثقافية فلسطينية عريقة تأسست في عام 1992 وهي تعتبر من اوائل المنتديات الثقافية الفلسطينية المهتمة في الأدب والثقافة والفنون المختلفة.

## الأندية الرياضية
1. يوجد في القرية نادي رياضي واحد فقط تحت مسمى نادي أهلي بلاطة فهو نادي رياضي تأسس عام 1995 ليخدم المنطقة الشرقية من مدينة نابلس.